# David R. Oldroyd
David Roger Oldroyd (Luton, 20 de janeiro de 1936 – Sydney, 7 de novembro de 2014) foi um historiador e geólogo anglo-australiano.

## Biografia
Durante a Segunda Guerra Mundial, Oldroyd foi enviado, com outras crianças, para a segurança do Lake District. Após estudar ciências na Luton Grammar School, ele ingressou em 1955 no Emmanuel College, de Cambridge, onde estudou química e geologia, formando-se em 1958 com bacharelado em Ciências Naturais. Em 1958 tornou-se professor de escola em Harrow, Londres e, em cerimônia em Stroud, casou-se com Jane Dawes. Oldroyd conheceu Dawes na Orquestra Nacional Juvenil, onde ele tocava violoncelo e ela oboé. Enquanto lecionava, ele começou a frequentar aulas noturnas para obter um Master of Science em história da ciência na University College London. Em 1962, ele e sua esposa emigraram da Inglaterra para a Nova Zelândia, onde escreveu Geology in New Zealand Before to 1900 como sua dissertação, examinada e aprovada por correio por Victor Eyles, de modo que obteve em 1967 seu M.Sc.. Na Nova Zelândia, Oldroyd lecionou em duas escolas secundárias, primeiro em Hastings e depois em Christchurch. Em 1969, David e Jane mudaram-se para a Austrália, onde Oldroyd encontrou emprego como professor na Escola de História e Filosofia da Ciência da Universidade de New South Wales (UNSW). Lá ele recebeu um Ph.D. por sua dissertação De Paracelso a Haüy: O Desenvolvimento da Mineralogia em Relação à Química. Oldroyd tornou-se diretor e professor desta escola, /> se aposentando como professor emérito em 1996.
Como historiador da ciência, Oldroyd foi um autor prolífico, que escreveu vários livros e inúmeras resenhas de ensaios, resenhas de livros, capítulos de livros e artigos enciclopédicos, muitos deles publicados na revista Annals of Science. Seu livro mais conhecido é a controvérsia das Terras Altas: construindo o conhecimento geológico por meio do trabalho de campo na Grã-Bretanha do século XIX.
Entre 1996 e 2004 Oldroyd atuou como secretário-geral na Comissão Internacional de História das Ciências Geológicas (INHIGEO) e, entre 2004 e 2012 como vice-presidente para a Australásia e Oceania, também na INHIGEO. Entre 2008 e 2013 ele trabalhou também como editor-chefe da revista Earth Sciences History da History of Earth Sciences Society (HESS), organização integrante do American Geosciences Institute (AGI).
Oldroyd foi eleito em 1994 membro da Academia Australiana de Humanidades. Em 2002, foi eleito como membro correspondente pela Academia Internacional de História da Ciência, que o tornou membro efetivo em 2008. Em 1994, ele recebeu a Medalha Sue Tyler Friedman da Geological Society of London, em 1999 o History of Geology Award da Geological Society of America, e em 2001 uma Medalha do Centenário do Governo Australiano . Seu último prêmio foi a Medalha Tom Vallance de 2014 da Sociedade Geológica da Austrália, concedida in absentia pois Oldroyd estava sofrendo de um tumor cerebral. 

## Publicações selecionadas

### Artigos
- Oldroyd, D. R. (1973). «Some eighteenth century methods for the chemical analysis of minerals». Journal of Chemical Education. 50 (5): 337. Bibcode:1973JChEd..50..337O. doi:10.1021/ed050p337
- Oldroyd, D.R. (1974). «Some phlogistic mineralogical schemes, illustrative of the evolution of the concept of 'earth' in the 17th and 18th centuries». Annals of Science. 31 (4): 269–305. doi:10.1080/00033797400200271
- Albury, W. R.; Oldroyd, D. R. (1977). «From Renaissance Mineral Studies to Historical Geology, in the Light of Michel Foucault's the Order of Things». The British Journal for the History of Science. 10 (3): 187–215. doi:10.1017/S000708740001565X
- Oldroyd, D. R.; Howes, J. B. (1978). «The first published version of Leibniz's Protogaea». Journal of the Society for the Bibliography of Natural History. 9: 56–60. doi:10.3366/jsbnh.1978.9.1.56 (See Protogaea.)
- Oldroyd, D. R. (1979). «Historicism and the Rise of Historical Geology, Part 1». History of Science. 17 (3): 191–213. doi:10.1177/007327537901700303
- Oldroyd, D. R. (1979). «Historicism and the Rise of Historical Geology, Part 2». History of Science. 17 (4): 227–257. doi:10.1177/007327537901700401
- Oldroyd, D.R. (1980). «Sir Archibald Geikie (1835–1924), geologist, romantic aesthete, and historian of geology». Annals of Science. 37 (4): 441–462. doi:10.1080/00033798000200351
- Oldroyd, David R. (1984). «How Did Darwin Arrive at His Theory? The Secondary Literature to 1982». History of Science. 22 (4): 325–374. doi:10.1177/007327538402200401
- Baker, Victor R., ed. (2013). «Maps as pictures or diagrams: The early development of geological maps by D. R. Oldroyd». Rethinking the fabric of geology. Col: GSA Special Paper 502. [S.l.: s.n.] pp. 41–101. ISBN 978-0-8137-2502-4

### Livros
- Oldroyd, D. R. (1980). Darwinian impacts: an introduction to the Darwinian revolution. Atlantic Milton Keynes, UK: Open University Press
  - 1988, 2nd rev. edition. Kensington, Australia: New South Wales University Press. ISBN 0868400335
- Oldroyd, David (1986). The arch of knowledge: an introductory study of the history of the philosophy and methodology of science. New York: Methuen. ISBN 0416013414[9]
- Oldroyd, David R. (25 de julho de 1990). The Highlands controversy: constructing geological knowledge through fieldwork in nineteenth-century Britain. [S.l.]: University of Chicago Press. ISBN 9780226626352
- Oldroyd, David Roger (1996). Thinking about the Earth: A History of Ideas in Geology. [S.l.]: Harvard University Press. ISBN 9780674883826
- Oldroyd, D. R. (1998). Sciences of the Earth: Studies in the History of Mineralogy and Geology. Brookfield, Vermont: Ashgate. ISBN 9780860787709
- Oldroyd, David Roger (2002). Earth, Water, Ice and Fire: Two Hundred Years of Geological Research in the English Lake District. Col: Geological Society Memoir No. 25. [S.l.]: Geological Society of London. ISBN 9781862391079
- Kozák, Jan T.; Moreira, Victor S.; Oldroyd, David R. (2005). Iconography of the 1755 Lisbon earthquake. Praha (Prague): Geophysical Institute of the Academy of Sciences of the Czech Republic: Academia. ISBN 8023943901
- Oldroyd, D. R. (2006). Earth cycles: a historical perspective. Westport, Connecticut: Greenwood Press. ISBN 0274974215[10]

### Como editor
- Oldroyd, David, ed. (1982). Science and ethics: papers presented at a symposium held under the aegis of the Australian Academy of Science, University of New South Wales, November 7, 1980. Kensington, NSW, Australia: New South Wales University Press. ISBN 0868403520
- Oldroyd, D. R.; Langham, Ian, eds. (6 de dezembro de 2012). The Wider Domain of Evolutionary Thought. [S.l.: s.n.] ISBN 9789400969865 (reprint of 1983 1st edition)
- Oldroyd, David Roger, ed. (2002). The Earth Inside and Out: Some Major Contributions to Geology in the Twentieth Century. Col: Geological Society Special Publication No. 192. [S.l.]: Geological Society of London. ISBN 9781862390966
- Grigelis, Algimantas; Oldroyd, David, eds. (2006). Abstracts of papers: history of quaternary geology and geomorphology: INHIGEO Conference, 28–29 July 2006, Vilnius, Lithuania. Vilnius: Lithuanian Academy of Sciences
- Grapes, R. H.; Oldroyd, D.; Grigelis, A., eds. (2008). History of geomorphology and Quaternary geology. London: Geological Society of London. ISBN 978-1-86239-255-7